# Radnai Béla (gyorsíró)
Radnai Béla, született Röszner Béla Alajos (Cegléd, 1891. november 8. – Budapest, 1962. november 1.) gyorsíró, az egységes magyar gyorsírás megalkotója, a budapesti, első gyors- és gépíró magániskola alapítója és igazgatótanára, műgyűjtő.

## Életrajza

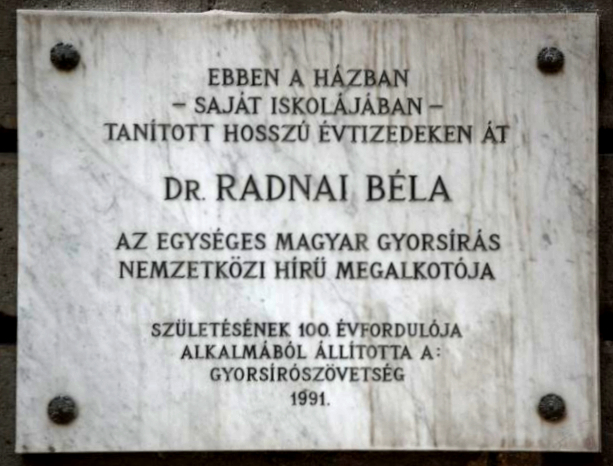
Radnai Béla emléktábla Budapest V. kerületében (Egyetem tér 5.)

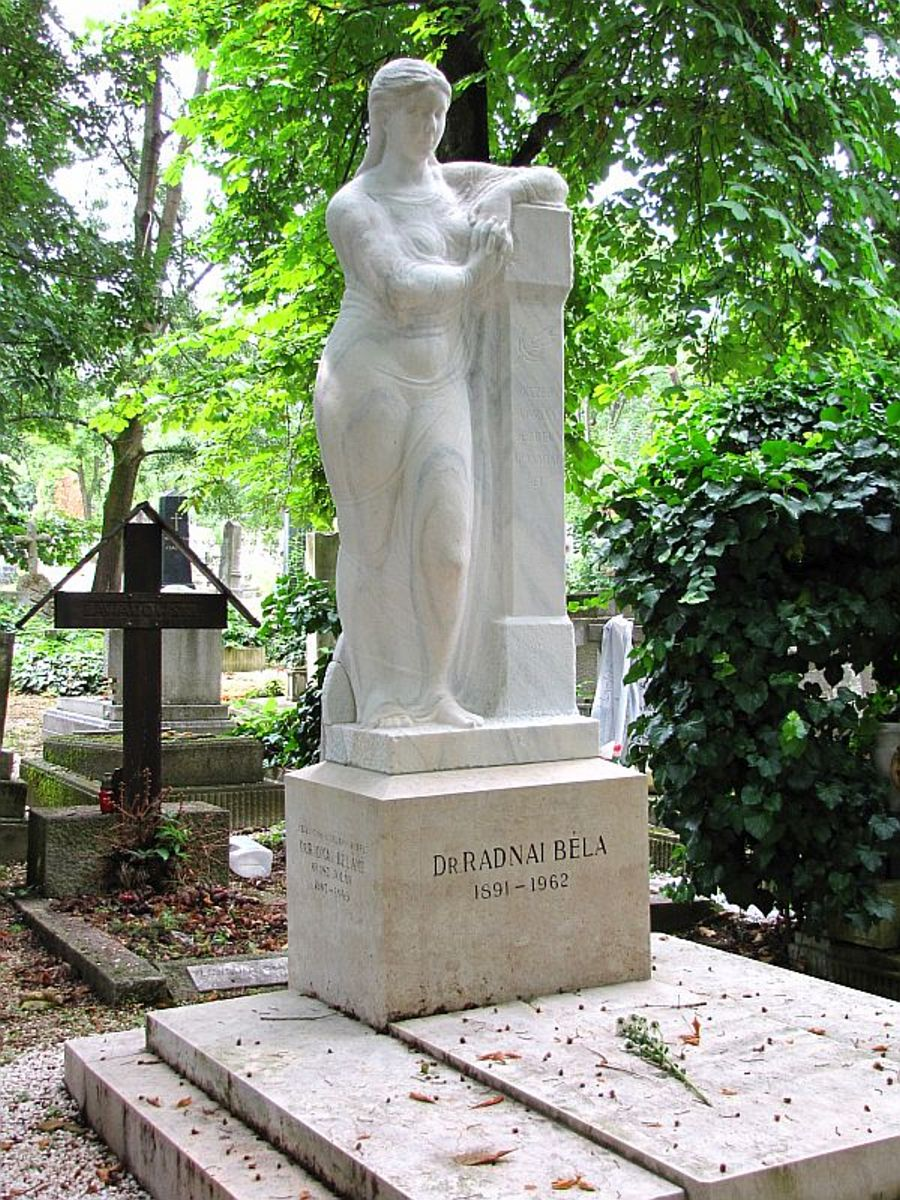
Sírja a Farkasréti temetőben (1-1-103/104). Alkotó: Medgyessy Ferenc.

Negyedik gyermekként született. (Tíz testvére közül Radnai Alajos könyvszakértő, Radnai Endre hírlapíró, Radnai Ferenc mérnök, Radnai Margit polgári iskolai tanárnő, Radnai Paula tanárnő, Radnai Magdolna orvos.) Apja Radnai József postai tisztviselő, anyja Kelemen Paula, akinek nagybátyja Szabó Ferenc apátplébános, történész, országgyűlési képviselő.
1904-ben rendkívüli tantárgyként kezdte el a gyorsírás tanulását. A gimnázium minden osztályában úgyszólván valamennyi tantárgyból jeles eredményt ért el. Édesanyja elmondása szerint mindig komoly, szófogadó, kötelességtudó gyermek volt, semmiféle munkából nem vonta ki magát, sokat szeretett olvasni, írni. Zárkózott természete annyira kedvenc tanulmányaihoz kötötte, hogy a korabeli ifjak könnyebb szórakozásait, társaságba járását kerülte, sokat meditált, tanulótársait is oktatta. Szeretett sakkozni, sportolni, úszni, kedvelte a természet szépségeit, gyakran tett nagy kirándulásokat.
1909. június 4-én jeles eredménnyel érettségizett a budapesti I. kerületi Állami Főgimnáziumban. Ugyanezen a napon gyorsírás-tanítói vizsgát tett a Gyorsírótanítókat Vizsgáló Bizottság előtt.
1909 szeptemberében megkezdte tanítói működését a budapesti I. kerületi gimnáziumban, ahol a gyorsírást, mint rendkívüli tantárgyat 1914-ig oktatta. Itt már a maga írásmódjait tanította kitűnő gyakorlati eredményekkel.
1909-1913 között a Budapesti Tudományegyetem bölcsészhallgatója.
1912-ben adta ki új, önálló gyorsírási rendszerét Az egyszerű gyorsírás tankönyve címen, mely 1927-ig, az egységes magyar gyorsírás életbelépéséig hét kiadást ért meg.
1913-ban a Budapesti Nemzetközi Gyorsíró Kiállításon aranyéremmel, az 1914-es Lipcsei Nemzetközi Grafikai kiállításon oklevéllel tüntették ki.
1914-ben tanári oklevelet szerzett földrajz-természetrajz szakon.
1914. augusztusa és 1918 novembere között katonai szolgálatot teljesített. Frontszolgálata közben súlyosan megsérült, egy golyó mindkét tüdejét átfúrta, bal vállát darabokra törte. Dr. Medgyessy Gábor katonaorvos (Medgyessy Ferenc szobrászművész testvére) élete kockáztatásával mentette ki a tűzvonalból. Sebesülése olyan súlyos volt, hogy az orvosok lemondtak az életéről.
1926-ban a gyorsírási rendszer oktatását Radnai-rendszer néven véglegesen engedélyezte a Közoktatásügyi Minisztérium, így véget ért a rendszer elfogadtatásáért 1913 óta folytatott küzdelem.
1927-től, mint ügyvezető alelnök, később, mint elnök vezette több mint két évtizeden át a Magyar Gyorsírók Országos Szövetségét. Ekkoriban a szövetség vezetése, a Gyorsírástudomány című szakfolyóirat szerkesztése, a gyorsíróversenyek irányítása, a tankönyvírás, a nemzetközi kongresszusokon tartott előadások és gyorsíróiskolája vezetése annyira igénybe vette, hogy lemondott fővárosi tanári állásáról, és kizárólag a gyorsírás ügyének szentelte életét.
Az 1930-as években kezdte meg tankönyvei jövedelméből a képzőművészeti alkotások gyűjtését. Főleg hazai kortárs művészek festményeit, szobrait, grafikáit vásárolta. Ez irányú tevékenysége elismeréseként a Szinyei Merse Társaság tagjai közé választotta.
1947-ben közzétette a gyorsírás reformját, melynek Radnai-reform címen jelent meg a tankönyve.
1949. március 20-án váratlanul elhunyt szeretett felesége, Olasz Jolán.
1950. november 9-én feleségül vette egykori tanítványát és későbbi tanártársát, Németh Erzsébetet.
1951-ben képzőművészeti gyűjteményét a Vallás- és Közoktatásügyi Minisztérium nemzeti érdekű magángyűjteménnyé nyilvánította.
1952. február 19-én az iskolát államosították, de érdemeire való tekintettel kinevezett iskolavezető tanárként továbbra is irányíthatta az intézményt.
1961 őszén nyugdíjazták.
1962. november 1-én hosszú betegeskedés után meghalt.

## Gyorsíróként
1909-ben gyorsírástanítói, majd a budapesti tudományegyetemen középiskolai tanári és 1918-ban bölcsészdoktori oklevelet szerzett. Megalkotta a magyar gyorsírás reformját: gyorsírási rendszerének alapja a magánhangzó-jelölés egyszerűsége és következetesen keresztülvitt rövidítési rendszere. 1922 és 1961 között a gyorsíró-iskola igazgatója volt. Számos tankönyvet írt. A Magyar Gyorsírók Országos Szövetségének 1927-től ügyvezető elnöke, majd 1952-ig elnöke volt. Szerkesztői munkája is jelentős: ő szerkesztette 1911-ben a Gyorsírási Szemlét, 1913 és 1944 között a Gyorsírástudomány című havi folyóirat I – XXV. évfolyamát.

## Műgyűjtőként
Az 1930-as években kezdte el kortárs művészek alkotásait gyűjteni.
Gyűjteményében a 20. század első évtizedétől, a Nyolcak tevékenységétől az Európai Iskola új művészetszemléletű tagjainak jelentkezéséig találunk festményeket, rajzokat, szobrászati alkotásokat, és szórványosan előfordul néhány mű az 50-es évekből is. A gyűjtemény törzsét az 1920-as évektől a Gresham-kávéházban összegyűlt asztaltársaságból szerveződő művészek, az ún. Gresham kör tagjainak és művészbarátainak munkái alkotják. A gyűjtő a kiváló festőművészek mellett – Barcsay Jenő, Bernáth Aurél, Derkovits Gyula, Egry József, Gulácsy Lajos, Kernstok Károly, Kmetty János, Márffy Ödön, Nagy István, Rippl-Rónai József, Szőnyi István, Uitz Béla, munkáira is figyelt, így került hozzá Ferenczy Béni, Medgyessy Ferenc, Madarassy Walter, Pátzay Pál stb. több érme, kisplasztikája vagy szoborműve, valamint az akkor még alig ismert, fiatal művészek, mint Bartha László, Elekfy Jenő, Gallé Tibor, Halápy János, Hincz Gyula, Koffán Károly, Novotny Emil Róbert, Szalay Lajos képei vagy rajzai, akvarelljei.
Radnai Béla mecenatúrájával nemcsak felkarolta, támogatta és ösztönözte a kortárs művészeket, hanem a gyűjteményében szereplő műveik rendszeres bemutatásával aktív szerepet vállalt a modern magyar művészeti törekvések elismertetésében és értékeinek propagálásában is.

## Főbb művei
- Az egyszerű gyorsírás tankönyve (Bp., 1912)
- A gyorsírás elmélete (Bp., 1914)
- Az egységes magyar gyorsírás tankönyve (I., Fogalmazási gyorsírás, Bp., 1927; II., Irodai gyorsírás, Bp., 1927; III., Beszédírás, Bp., 1928)
- Az egységes magyar gyorsírás tanításának módszere (Bp., 1931)
- Az egységes magyar gyorsírás irodalma (Bp., 1932)
- A modern gyorsírások fejlődési irányai (Gyorsíráselméleti tanulmány, Bp., 1934)

## Hagyatéka
1962-ben bekövetkezett halála után özvegye, Radnai Béláné gondozta művészeti hagyatékát, amely a győri Esterházy-palotában közkinccsé válva, a gyűjtő életművének végső célját valósítja meg.